# Não Devore Meu Coração
Não Devore Meu Coração é um filme de drama brasileiro de 2017 dirigido e escrito por Felipe Bragança. Protagonizado por Cauã Reymond e Mario Verón, teve sua primeira aparição no Festival de Cinema de Sundance em 22 de janeiro de 2017, e posteriormente foi exibido no Festival de Berlim.

## Sinopse
Dois irmãos vivem na fronteira do Brasil com o Paraguai. O mais novo apaixona-se por uma indígena paraguaia. O mais velho é de uma gangue que participa de competições de moto. Um rio separa os dois países e passa a trazer mortos boiando.[carece de fontes?]

## Elenco
- Cauã Reymond - Fernando
- Mario Verón - Alberto
- Leopoldo Pacheco - César
- Adeli Benitez - Basano
- Cláudia Assunção - Mãe
- Ney Matogrosso

## Recepção
No agregador de críticas Rotten Tomatoes, que categoriza as opiniões apenas como positivas ou negativas, o filme tem um índice de aprovação de 20% calculado com base em 5 comentários dos críticos. Jay Weissberg, em sua crítica para a Variety disse que o "amor de um adolescente brasileiro por uma garota Guarani paraguaia é contraposto ao doloroso resíduo histórico de conflito violento nesta estreia exagerada e insatisfatória."